# 202-й отдельный сапёрный батальон
202-й отдельный сапёрный батальон — воинское подразделение в вооружённых силах СССР во время Великой Отечественной войны. Во время ВОВ существовало два сапёрных подразделения с тем же номером.

## 202-й отдельный сапёрный батальон Северо-Западного фронта
Перед войной был переброшен из 1-й отдельной Дальневосточной Краснознамённой армии для строительства оборонительных рубежей на западной границе и находился в подчинении 22-го стрелкового корпуса 1-го формирования.
В составе действующей армии во время ВОВ с 22 июня 1941 по 15 февраля 1942 года.
На 22 июня 1941 года находился на строительстве оборонительных рубежей в Кольно в распоряжении Управления начальника строительства № 72. Уже с 22 июня 1941 года участвует в боях вместе с 310-м стрелковым полком 8-й стрелковой дивизии под Кольно, находясь не вместе с корпусом.
Сложно сказать каким образом, но тем не менее с сентября 1941 года батальон входил в состав 11-й армии. Вероятно что какая-то часть батальона, его документы оставались в распоряжении 22-го стрелкового корпуса в Выру и на этой базе батальон остался существовать. Другими словами, очень и очень маловероятно, что части батальона смогли выйти из-под Кольно, да ещё и потом были переброшены к озеру Ильмень.
15 февраля 1942 года переформирован в 202-й отдельный инженерный батальон.

### Подчинение
| Дата            | Фронт (округ)         | Армия      | Корпус                 | Примечания |
| --------------- | --------------------- | ---------- | ---------------------- | ---------- |
| 22.06.1941 года | Северо-Западный фронт | 27-я армия | 22-й стрелковый корпус | -          |
| 01.07.1941 года | Северо-Западный фронт | -          | 22-й стрелковый корпус | -          |
| 10.07.1941 года | Северо-Западный фронт | 11-я армия | 22-й стрелковый корпус | -          |
| 01.08.1941 года | Северо-Западный фронт | 11-я армия | 22-й стрелковый корпус | -          |
| 01.09.1941 года | Северо-Западный фронт | 11-я армия | -                      | -          |
| 01.10.1941 года | Северо-Западный фронт | 11-я армия | -                      | -          |
| 01.11.1941 года | Северо-Западный фронт | 11-я армия | -                      | -          |
| 01.12.1941 года | Северо-Западный фронт | 11-я армия | -                      | -          |
| 01.01.1942 года | Северо-Западный фронт | 11-я армия | -                      | -          |
| 01.02.1942 года | Северо-Западный фронт | 11-я армия | -                      | -          |

## 202-й отдельный сапёрный батальон165-й стрелковой дивизии
В действующей армии с 7 мая 1942 года по 29 сентября 1943 года, с 15 октября 1943 года по 5 февраля 1944 года и с 24 марта 1944 года по 9 мая 1945 года
Входил в состав 165-й стрелковой дивизии 2-го формирования, повторил её боевой путь.

## Другие инженерно-сапёрные формирования с тем же номером
- 202-й отдельный инженерный батальон
- 202-й отдельный инженерно-сапёрный батальон 31-й инженерно-сапёрной бригады
- 202-й отдельный инженерно-сапёрный батальон 66-й инженерно-сапёрной бригады
- 202-й отдельный горный инженерно-сапёрный батальон